# Estação Sol
Sol é uma estação da Linha 1, Linha 2 e Linha 3 do Metro de Madrid e também una estação ferroviária do Cercanías Madrid.

## História
A estação da linha 1 entrou em operação em 17 de outubro de 1919, a da linha 2 em 11 de junho de 1924 e a da linha 3 em 9 de agosto de 1936.
A estação que atende a rede ferroviária Cercanías Madrid foi aberta em 27 de junho de 2009.